# دايملر
دايملر أيه جي (بالألمانية: Daimler AG) (كانت تدعى سابقاً دايملر-بنز (بالألمانية: Daimler-Benz) ودايملركرايسلر (بالألمانية: DaimlerChrysler)) هي شركة سيارات ألمانية متعددة الجنسيات يقع مقرها الرئيسي في شتوتغارت، بادن-فورتمبيرغ. تم تشكيل دايملر-بنز نتيجة اندماج شركتي بنز & شركاؤه (Benz & Cie) وشركة محركات دايملر (Daimler Motoren Gesellschaft) في عام 1926. تم تغيير اسم الشركة إلى دايملركرايسلر بعد استحواذها على شركة تصنيع السيارات الأمريكية كرايسلر في عام 1998م، وتمت تسميتها مرة أخرى باسم دايملر بعد بيع شركة  كرايسلر في عام 2007م.
اعتبارًا من عام 2014 تمتلك شركة دايملر عدد من العلامات التجارية للسيارات والحافلات والشاحنات والدراجات النارية، من هذه الشركات على سبيل المثال لا الحصر مرسيدس-بنز ومرسيدس أيه أم جي وسمارت وإم في أغستا وفرايتلاينر وسيترا وبهارات بنز ‏ وميتسوبيشي فوزو ‏ كما تمتلك الشركة أسهم في دينزا ‏ وكامازا وبكين القابضة لصناعة السيارات. في نهاية عام 2012م تم إنهاء العلامة التجارية الفاخرة مايباخ ليعاد إحياؤها في نيسان/أبريل 2015م تحت اسم «مرسيدس-مايباخ» كأحد إصدارات مرسيدس-بنز الفئة إس والفئة جي. في عام 2017 باعت شركة دايملر 3.3 مليون سيارة. [4] من حيث مبيعات الوحدات تحتل دايملر المركز 13 على قائمة أكبر الشركات المصنعة للسيارات، وهي أكبر منتج للشاحنات في العالم. تقدم دايملر الخدمات المالية من خلال ذراعها دايملر للخدمات المالية ‏. يضم مجمع دايملر في شتوتغارت مقر الشركة المركزي ومصانع مرسيدس-بنز ومتحف مرسيدس بنز وملعب مرسيدس بنز أرينا.

## الأزمة العالمية وتأثيرها
تعرضت شركة كرايسلر لخسائر حادة كباقي شركات السيارات وقد أعلنت إشاعة على أن شركة هيونداي قد تشتري كرايسلر لكن هيونداي سرعان ما نفت هذا الخبر وتوقع الكثير من الناس أن هذه الشركة لن تقاوم كثيرا وستنهار قبل نهاية العام 2008.
بتاريخ 23\3\2009، أعلنت «دايملر»أن شركة آبار للاستثمارات باتت أكبر مساهم في الشركة، حيث ستقوم بشراء قرابة 1.9 % من رأس مال أسهم دايملر المصدرة من خلال زيادة رأسمال الشركة.[بحاجة لمصدر]